# Lautereria signatula
Lautereria signatula är en insektsart som först beskrevs av Henry Fairfield Osborn 1926.  Lautereria signatula ingår i släktet Lautereria och familjen dvärgstritar. Inga underarter finns listade i Catalogue of Life.